# セントジョンズベリー (バーモント州)
セントジョンズベリー（英: St. Johnsbury）は、アメリカ合衆国バーモント州の町。カレドニア郡の郡庁所在地である。人口は7,603人（2010年）。コネチカット川から北西に16km、カナダ国境から南に77kmに位置している。
セントジョンズベリーは「北東王国」と呼ばれる地域では人口最大の町であり、地域の商業中心として機能している。ニックネームは「セントジェイ」。町の南半分が人口密度が高く、町の人口の81%以上が住んでおり、アメリカ合衆国国勢調査局から国勢調査指定地域に定義されている。
2006年「ナショナル・ジオグラフィック・アドベンチャー」の「どこで生活し遊ぶか」リストで「最良の小さな町」に挙げられた。

## 歴史

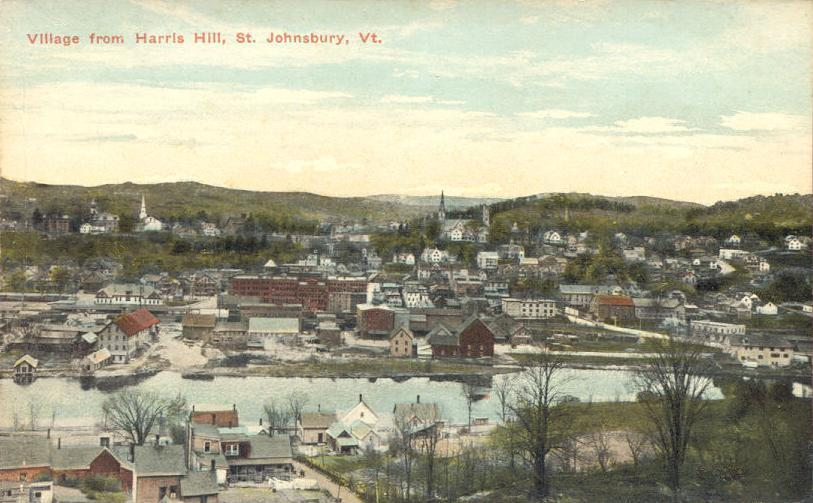
町の概観、1910年

セントジョンズベリー町となった所は当初、1760年のニューハンプシャー払下げの一部として認可され、ベスボロと名付けられていた。1786年にバーモント（当時はバーモント共和国）から再度ダンモアとして認可され、同年に入植された。初期開拓者には、ジョナサン・アーノルドが居た。アーノルドはロードアイランド植民地を代表する大陸会議代議員であり、1776年5月にはロードアイランドのイギリスからの脱退法案を書いていた。アーノルドは1787年に6人の家族と共にロードアイランドを離れ、現在のセントジョンズベリー町の中心となっている所に家を建てた。

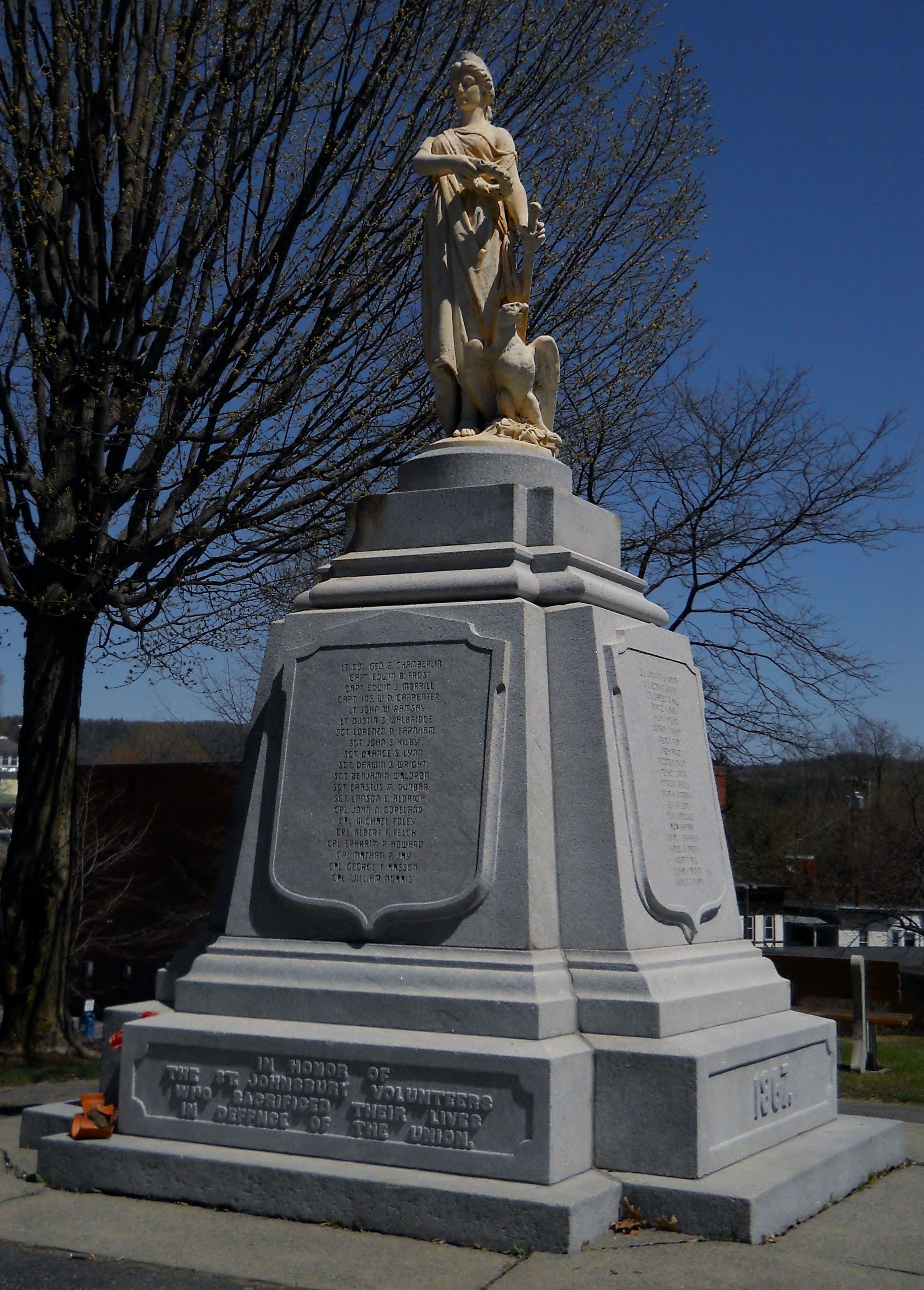
南北戦争に志願し戦死した者の記念碑、コートハウス公園に立っている

1790年、人口は143人となっており、同年、アーノルドの家で町の初の集会が開かれ、セントジョンズベリーという町名が採択された。地元の伝承に拠れば、バーモントの設立者イーサン・アレンその人が友人のジャン・ド・クレヴクールの栄誉を称えてセントジョンと名付けることを提案した。ド・クレヴクールはフランス生まれの作家であり、農学者、かつベンジャミン・フランクリンの友人でもあった。アメリカではJ・ヘクター・セントジョンと呼ばれていた。ド・クレヴクールの証言に拠れば、ニューブランズウィック州最大の都市セントジョンと区別するために、通常とは異なるセントジョンズベリーを提案したことになっている。
19世紀半ば、セントジョンズベリーは小さな製造業の中心となり、主要な製品は秤だった。台秤は1830年にタデウス・フェアバンクスが発明していた。他にメープルシロップと関連商品もあった。1850年代にボストンからモントリオールを結ぶ鉄道が通ると、セントジョンズベリーは急速に成長し、1856年にはダンビルに代わって郡庁所在地に指定された。セントジョンズベリーで最古の使用中住居は1801年に建てられたものであり、クラークス・アベニューにある。
元のセントジョンズベリー催事広場は、町の南、州間高速道路91号線と同93号線が合流する所にあった。南北戦争のとき、北軍に加わる前のバーモント連隊がそこで演習を行った。
バーモント州で初の飛行は1910年9月24日の祭でのことだった。
1940年代、町内には3つの主要企業があった。そのそれぞれが世界最大だった。1つはフェアバンクス・スケールズ、2つ目はメープルシュガー・キャンディの会社、3つ目はボウリング用のピンを製造する会社だった。経済の他の部分は大半が田園経済だった。

## 地理
セントジョンズベリー町は北緯44度25分 西経72度01分 / 北緯44.417度 西経72.017度に位置しており、標高は 212.4 m (697 フィート) である。
アメリカ合衆国国勢調査局に拠れば、市域全面積は36.8平方マイル (95.2 km2)であり、このうち陸地36.4平方マイル (94.3 km2)、水域は0.35平方マイル (0.9 km2)で水域率は0.96%である。パサンプシック、ムース、スリーパーズ各川の合流点に位置し、パサンプシック川盆地の中心であり、コネチカット川上流流域の中では広い方である。コネチカット川の氷河期後の前身であるヒッチコック湖の最北部に沿っている。
町内には、セントジョンズベリー、イーストセントジョンズベリー、ゴスホロー、セントジョンズベリーセンターと呼ばれる未編入のビレッジが入っている。国勢調査指定地域に定義される町の中心は、セントジョンズベリーとセントジョンズベリーセンターのビレッジに跨り、面積は13.1平方マイル (33.9 km2)、町全体の36%に相当している。
セントジョンズベリー町内の最高地点は、町の北西部、リビー道路の東にある無名の丘である。2つある頂部の標高は 1,594 フィート (486 m) である.。

### 気候
1969年2月25日、セントジョンズベリーでは33インチ (84 cm) の積雪があり、バーモント州内の1日の降雪量として最大となった。
| セントジョンズベリーの気候 | セントジョンズベリーの気候 | セントジョンズベリーの気候 | セントジョンズベリーの気候 | セントジョンズベリーの気候 | セントジョンズベリーの気候 | セントジョンズベリーの気候 | セントジョンズベリーの気候 | セントジョンズベリーの気候 | セントジョンズベリーの気候 | セントジョンズベリーの気候 | セントジョンズベリーの気候 | セントジョンズベリーの気候 | セントジョンズベリーの気候 |
| 月                         | 1月                        | 2月                        | 3月                        | 4月                        | 5月                        | 6月                        | 7月                        | 8月                        | 9月                        | 10月                       | 11月                       | 12月                       | 年                         |
| -------------------------- | -------------------------- | -------------------------- | -------------------------- | -------------------------- | -------------------------- | -------------------------- | -------------------------- | -------------------------- | -------------------------- | -------------------------- | -------------------------- | -------------------------- | -------------------------- |
| 最高気温記録 °F （°C）     | 63 (17)                    | 62 (17)                    | 84 (29)                    | 92 (33)                    | 94 (34)                    | 98 (37)                    | 99 (37)                    | 98 (37)                    | 95 (35)                    | 89 (32)                    | 77 (25)                    | 67 (19)                    | 99 (37)                    |
| 平均最高気温 °F （°C）     | 27.6 (−2.4)                | 32.0 (0)                   | 42.4 (5.8)                 | 55.9 (13.3)                | 69.9 (21.1)                | 77.1 (25.1)                | 80.8 (27.1)                | 78.2 (25.7)                | 69.3 (20.7)                | 57.6 (14.2)                | 43.4 (6.3)                 | 31.5 (−0.3)                | 55.47 (13.05)              |
| 平均最低気温 °F （°C）     | 6.4 (−14.2)                | 8.3 (−13.2)                | 19.6 (−6.9)                | 31.1 (−0.5)                | 42.7 (5.9)                 | 52.1 (11.2)                | 56.8 (13.8)                | 55.4 (13)                  | 47.4 (8.6)                 | 36.4 (2.4)                 | 27.6 (−2.4)                | 13.7 (−10.2)               | 33.12 (0.63)               |
| 最低気温記録 °F （°C）     | −35 (−37)                  | −43 (−42)                  | −27 (−33)                  | −2 (−19)                   | 20 (−7)                    | 30 (−1)                    | 36 (2)                     | 33 (1)                     | 22 (−6)                    | 13 (−11)                   | −13 (−25)                  | −42 (−41)                  | −43 (−42)                  |
| 降水量 inch （mm）         | 2.88 (73.2)                | 2.04 (51.8)                | 2.57 (65.3)                | 2.74 (69.6)                | 3.35 (85.1)                | 3.88 (98.6)                | 3.84 (97.5)                | 4.21 (106.9)               | 3.47 (88.1)                | 3.24 (82.3)                | 3.32 (84.3)                | 3.00 (76.2)                | 38.54 (978.9)              |
| 降雪量 inch （cm）         | 22.7 (57.7)                | 16.8 (42.7)                | 15.1 (38.4)                | 5.3 (13.5)                 | 0 (0)                      | 0 (0)                      | 0 (0)                      | 0 (0)                      | 微量                       | 0.5 (1.3)                  | 6.6 (16.8)                 | 20.8 (52.8)                | 87.8 (223)                 |
| 出典：NOAA                 |                            |                            |                            |                            |                            |                            |                            |                            |                            |                            |                            |                            |                            |

## 人口動態

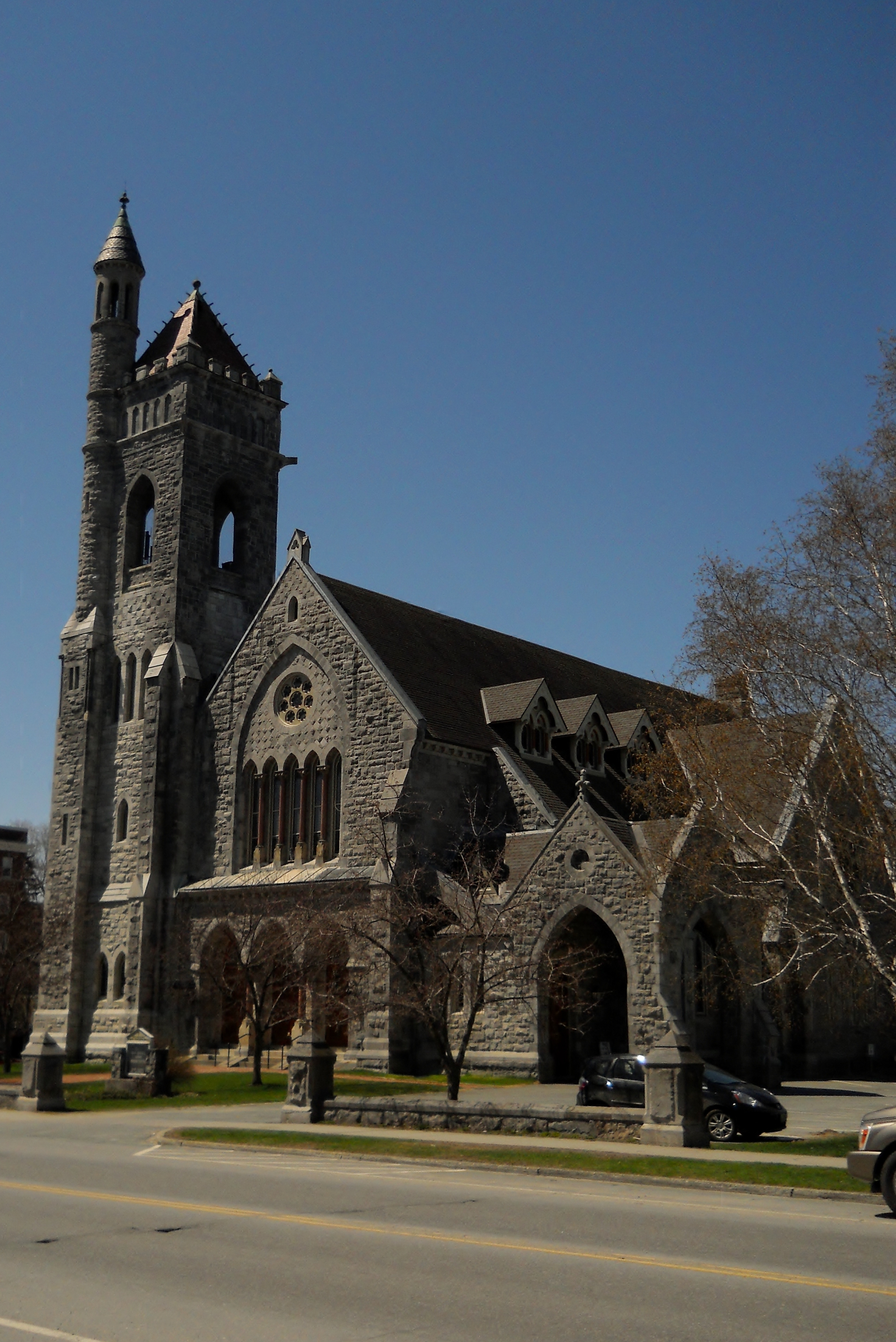
ノース会衆派教会、メインストリート沿いにある

以下は2000年国勢調査による人口統計データである。
| 基礎データ - 人口: 7,571 人 - 世帯数: 3,197 世帯 - 家族数: 1,917 家族 - 人口密度: 79.7人/km2（206.4 人/mi2） - 住居数: 3,482 軒 - 住居密度: 36.5軒/km2（94.49 軒/mi2） 人種別人口構成 - 白人: 96.5% - アフリカン・アメリカン: 0.5% - ネイティブ・アメリカン: 0.7% - アジア人: 0.6% - 太平洋諸島系: 0.03% - その他の人種: 0.2% - 混血: 1.5% - ヒスパニック・ラテン系: 1.2% 年齢別人口構成 - 18歳未満: 12.8% - 18-24歳: 19.1% - 25-44歳: 26.0% - 45-64歳: 23.6% - 65歳以上: 18.5% - 年齢の中央値: 40歳 - 性比（女性100人あたり男性の人口） - 総人口: 93.7 - 18歳以上: 90.5 | 世帯と家族（対世帯数） - 18歳未満の子供がいる: 28.8% - 結婚・同居している夫婦: 44.5% - 未婚・離婚・死別女性が世帯主: 11.8% - 非家族世帯: 40.0% - 単身世帯: 32.9% - 65歳以上の老人1人暮らし: 15.2% - 平均構成人数 - 世帯: 2.25人 - 家族: 2.85人 収入と家計 - 収入の中央値 - 世帯: 20,269米ドル - 家族: 41,961米ドル - 性別 - 男性: 30,846米ドル - 女性: 22,131米ドル - 人口1人あたり収入: 16,807米ドル - 貧困線以下 - 対人口: 14.7% - 対家族数: 12.0% - 18歳未満: 37.8% - 65歳以上: 11.1% |

### 町の中心部

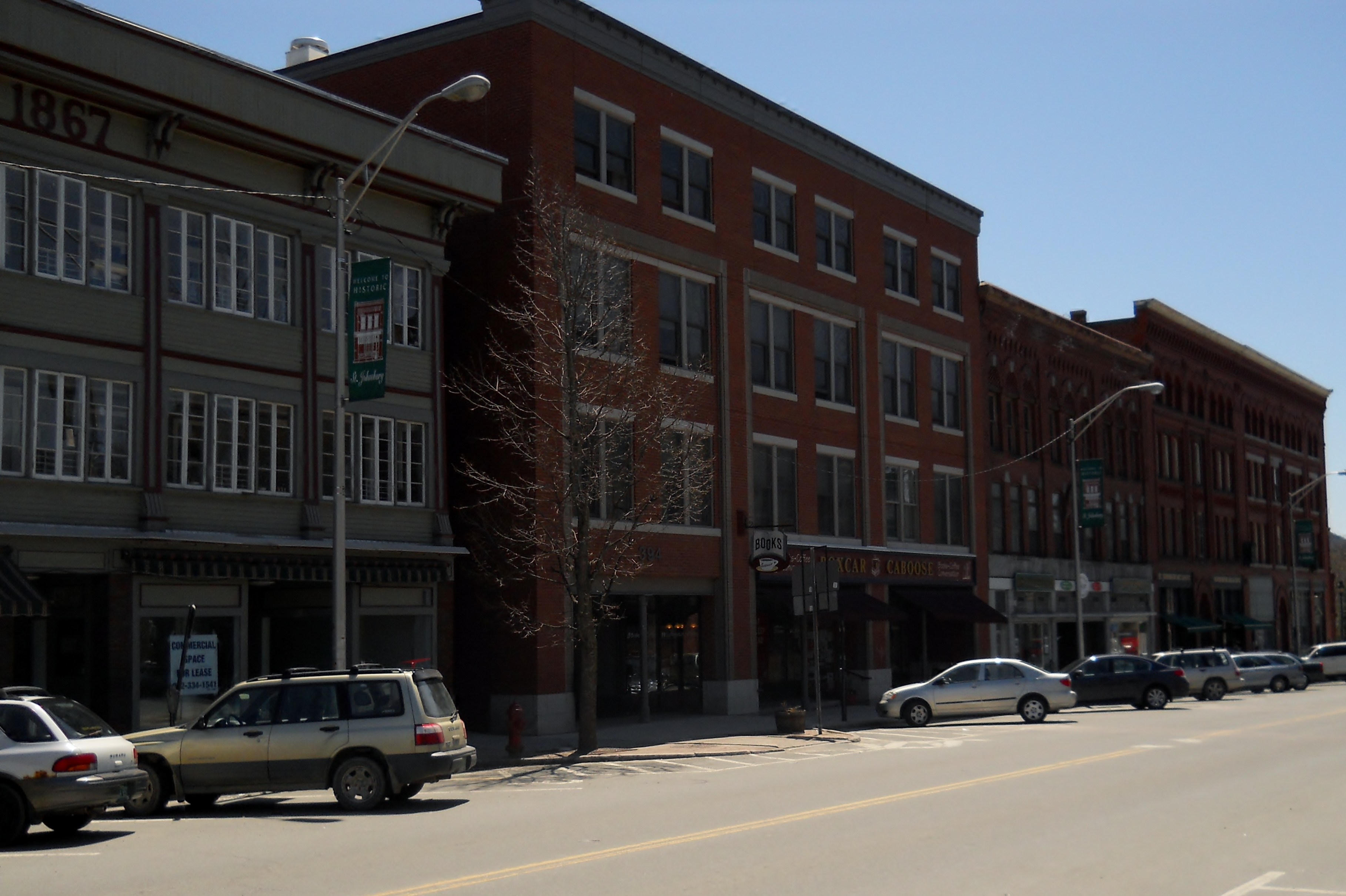
セントジョンズベリー中心街にある鉄道通り

以下は、国勢調査指定地域として最も開発が進んでいる中心部の2000年国勢調査による人口統計データである
| 基礎データ - 人口: 6,319 人 - 世帯数: 2,726 世帯 - 家族数: 1,561 家族 - 人口密度: 188.0人/km2（486.8 人/mi2） - 住居数: 2,985 軒 - 住居密度: 88.8軒/km2（230.0 軒/mi2） 人種別人口構成 - 白人: 96.23% - アフリカン・アメリカン: 0.47% - ネイティブ・アメリカン: 0.74% - アジア人: 0.65% - 太平洋諸島系: 0.03% - その他の人種: 0.27% - 混血: 1.60% - ヒスパニック・ラテン系: 1.35% 年齢別人口構成 - 18歳未満: 22.3% - 18-24歳: 9.0% - 25-44歳: 25.6% - 45-64歳: 23.2% - 65歳以上: 19.9% - 年齢の中央値: 40歳 - 性比（女性100人あたり男性の人口） - 総人口: 93.0 - 18歳以上: 89.4 | 世帯と家族（対世帯数） - 18歳未満の子供がいる: 27.6% - 結婚・同居している夫婦: 41.6% - 未婚・離婚・死別女性が世帯主: 12.3% - 非家族世帯: 42.7% - 単身世帯: 35.6% - 65歳以上の老人1人暮らし: 16.6% - 平均構成人数 - 世帯: 2.18人 - 家族: 2.83人 収入と家計 - 収入の中央値 - 世帯: 26,702米ドル - 家族: 39,890米ドル - 性別 - 男性: 31,454米ドル - 女性: 21,283米ドル - 人口1人あたり収入: 16,561米ドル - 貧困線以下 - 対人口: 15.8% - 対家族数: 12.8% - 18歳未満: 24.3% - 65歳以上: 9.1% |

## 教育

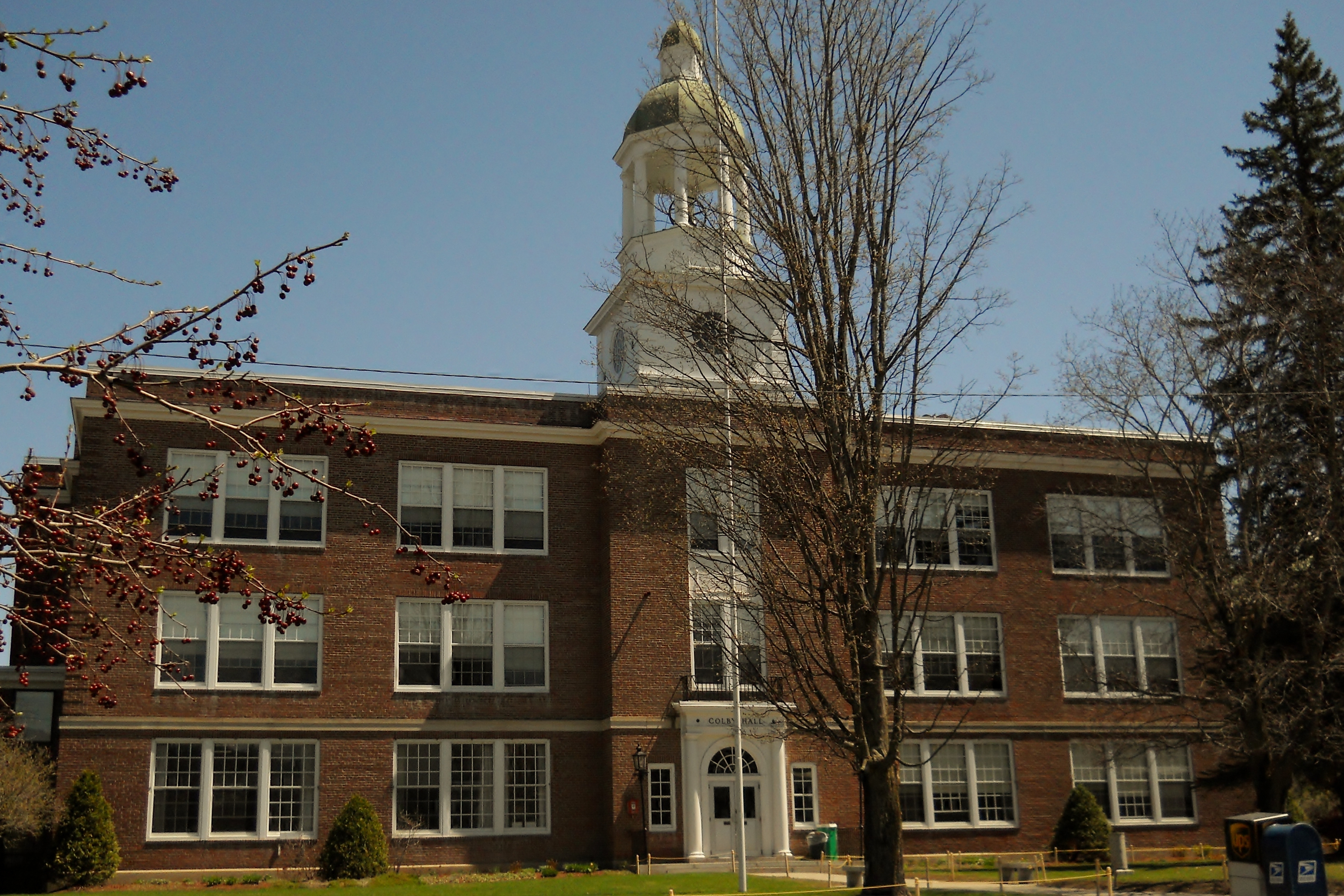
セントジョンズベリー・アカデミーのコルビーホール

- セントジョンズベリー・アカデミー、私立高校、1842年にフェアバンクス家が設立、セントジョンズベリー町は9年生から12年生のための公立高校を運営していないが、バーモント州法では学校を運営していない町が、別の認証された学校の授業料を負担して教育することを求めている。その額は統合学校のための平均宣言授業料までである[19]。セントジョンズベリーの高校生の大部分がセントジョンズベリー・アカデミーでの教育を選択し、町の授業料負担を受けている
- セントジョンズベリー実業学校、1918年9月開校、地域では唯一の4年制職業訓練学校。この学校の創設者であるフェアバンクス・モース・アンド・カンパニーは、高校に行くよりも収入を得ながら実業を学ぶ機会を若者に与えたいと考えた[20]。この実業学校は50年以上運営された後に閉鎖され、校舎は1981年、セントジョンズベリー中学校となった[21]。地元の教育体系と統合され、幼稚園から8年生を教えている。
- グッドシェパード学校、セントジョン・エバンゲリスト・ローマ・カトリック教会が運営し、就学前児童から8年生を教えている。

## 町政府

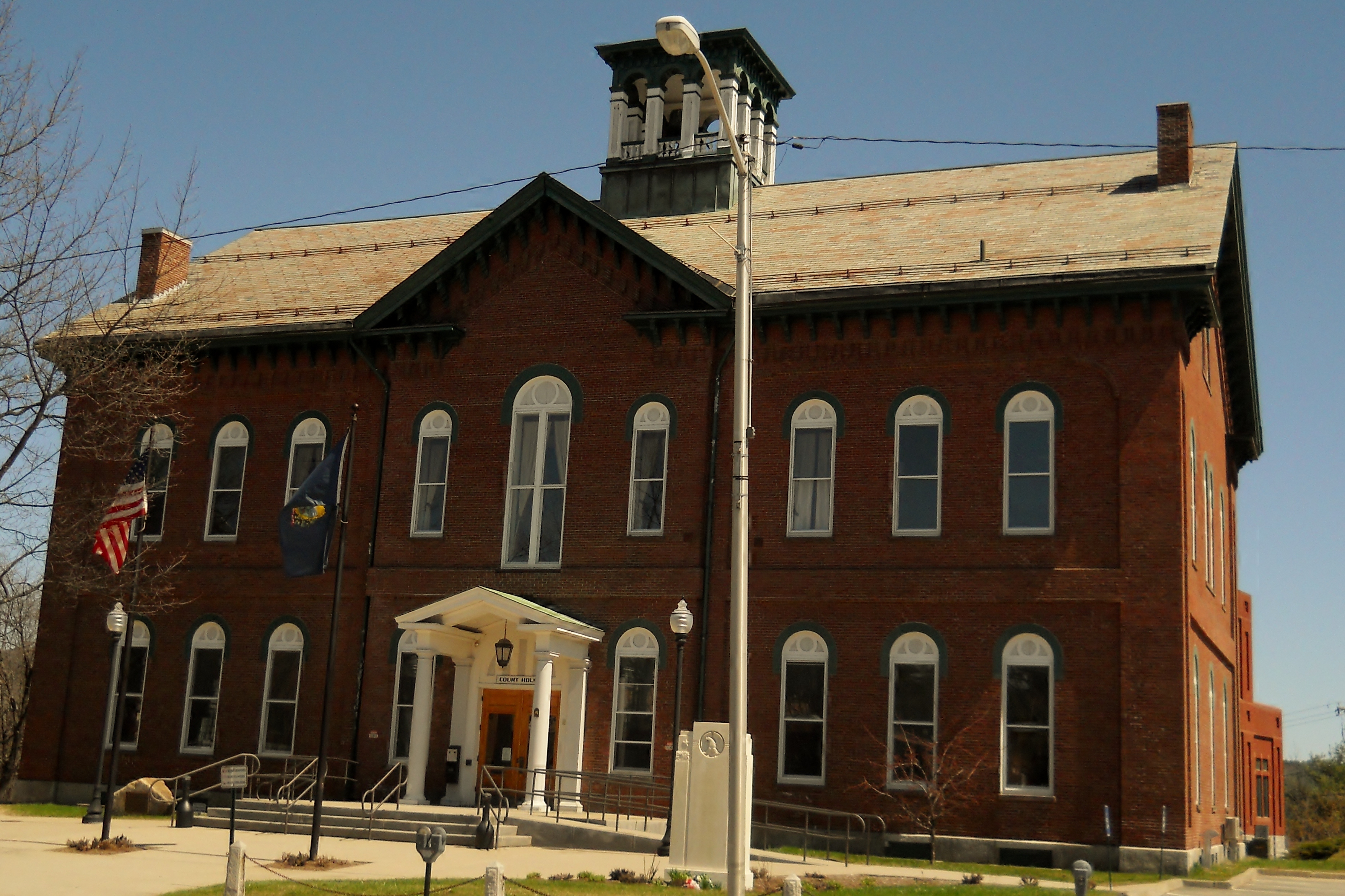
カレドニア上級裁判所、メインストリートにある

### 消防署
2010年、町は消防士10人を雇用していた。消防署の年間予算は 945,920 ドルである。1910年頃から専門部署を置いている。

### 社会サービス
社会サービスは、町内およびその他の北東王国の場所にある北東王国コミュニティアクションが一部担当している

## 経済

### 企業
- E.T. & H.K. アイド・カンパニー、1813年創業の穀物卸業、町内最古の連続して運営される企業だったが、2003年に売却されその後は操業していない[23]
- フェアバンクス・スケールズ、創業から175年以上経った今も操業を続けている、従業員は160人[24]
- メープル・グローブ・ファームズ・オブ・バーモント、1915年創業、アメリカ国内で最大の純粋メープルシロップ生産者.[25][26]

### 小売業
グリーン・マウンテン・モールはアメリカ国道5号線沿い、セントジョンズベリー中心街の北にあるショッピングセンターである。

### 医療
北東王国ヒューマンサービシズは、精神病医療に対応している。
ノースイースタン・バーモント地域病院が町内にある。

## 文化

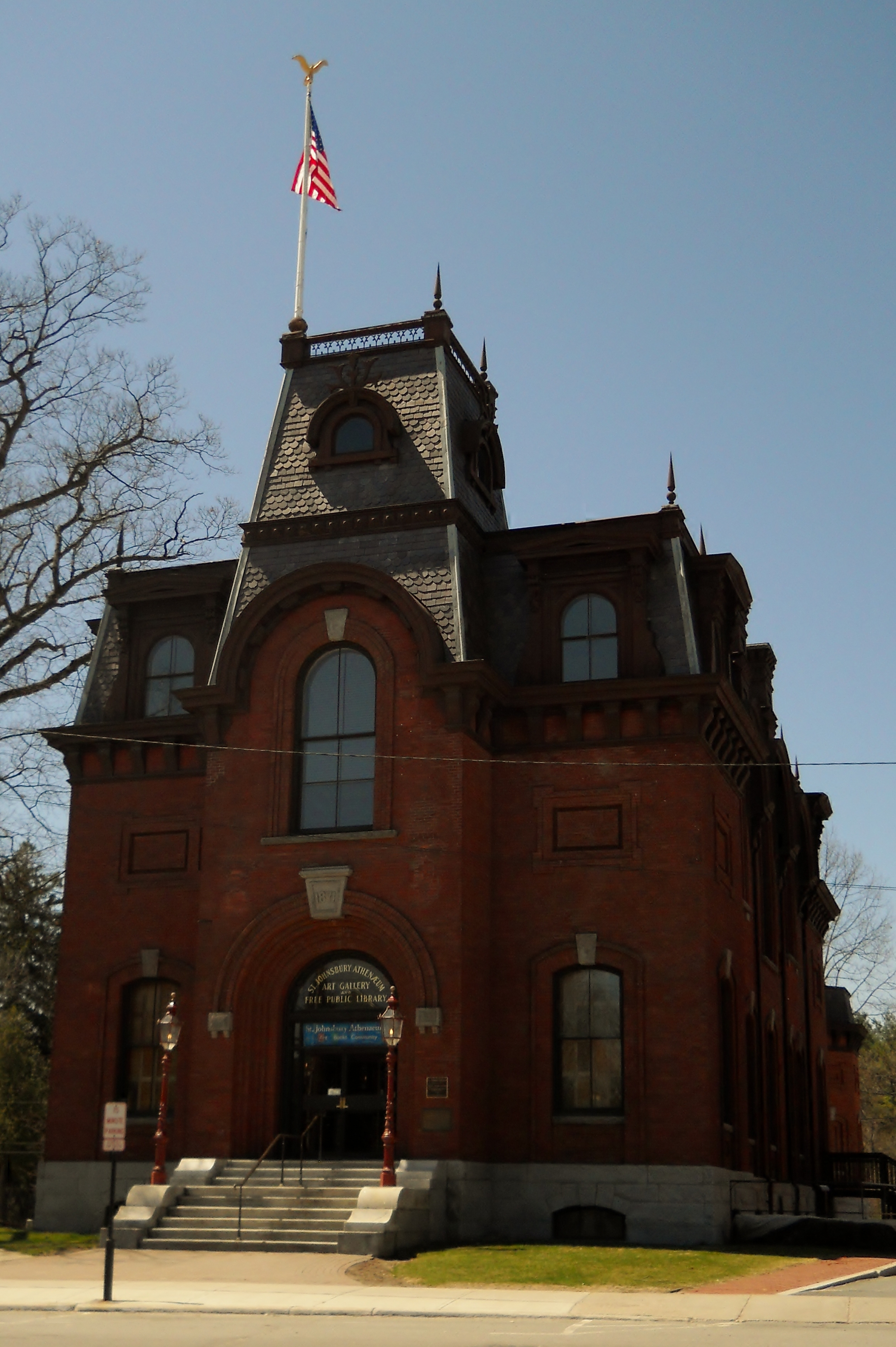
セントジョンズベリー・アセネウム、北東王国では唯一のアメリカ合衆国国定歴史建造物

1993年から大晦日に地域の芸術行事としてファースト・ナイトを祝う習慣ができた。
町内には郡内唯一、かつ北東王国では唯一のアメリカ合衆国国定歴史建造物であるセントジョンズベリー・アセネウムがある。その他にアメリカ合衆国国家歴史登録財に指定される場所が12か所あり、カレドニア郡と北東王国では最大である。
1. ベノイト・アパートメント・ハウス - パール通り74、1994年6月6日指定
2. ベノイト・アパートメント・ハウス - パール通り76、1994年6月6日指定
3. ケイレブ・H・マーシャル邸 — サマー通り53、1994年9月16日指定
4. コート・アパートメント・ハウス - エルム通り16、1994年6月6日指定
5. フランクリン・フェアバンクス邸 — ウェスタン・アベニュー30、1980年10月27日指定
6. メープル通り・クラークス・アベニュー歴史地区 — メープル通り17-49、クラークス・アベニュー4-34、メインストリート951⁄2-101、フロスト・アベニュー4 と 6、アイドルウッド・テラス3 と 5、1994年6月5日指定
7. モレンシー・ペイントショップとアパートメント・ビル — ポートランド通り73-77、1994年6月5日指定
8. 鉄道通り歴史地区 — 鉄道通りの北から南まで、およびカナディアン・パシフィック鉄道線路、1974年7月25日指定
9. シアラー・アンド・コーサー・ダブルハウス — サマー通り81-83、1994年9月16日指定
10. セントジョンズベリー魚文化ステーション — エマーソンフォールズ道路374、2005年4月18日指定
11. セントジョンズベリー歴史地区 — アメリカ国道5号線と同2号線、1980年5月17日指定
12. セントジョンズベリー・メインストリート歴史地区 — メインストリート沿い交差する通りを含む、1975年6月28日指定

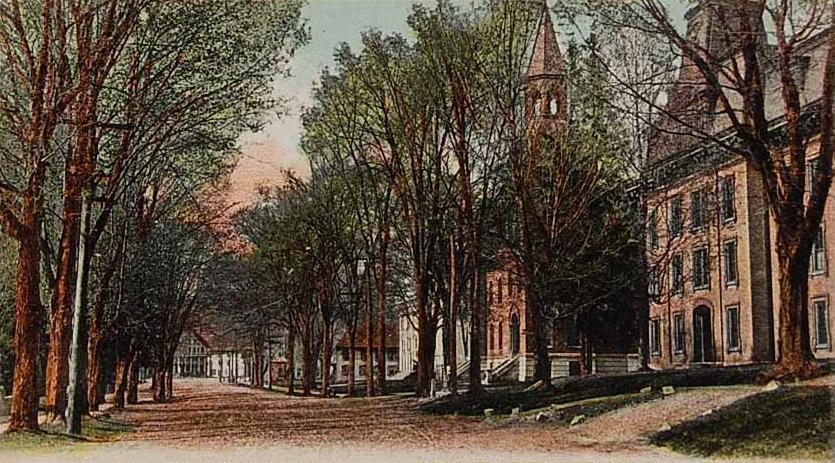
サウスメインストリート、1905年頃

## メディア
「カレドニアン・レコード」、日刊紙、1837年から発刊。
地元では「ファーミング・ザ・ジャーナル・オブ・ノースイースト・アグリカルチャー」が発行されている

## インフラ

### 交通
町内を州間高速道路91号線、同93号線、アメリカ国道2号線、同5号線、バーモント州道2号線産業道路が通っている。州間高速道路91号線に出口が3か所ある。州間高速道路93号線の北終点が、町の南境界と州間高速道路91号線が交わる所であり、州間高速道路93号線の出口1号は東隣のウォーターフォード町との町境を越えた所にあり、セントジョンズベリーの東端になっている。